# Emerson, Lake & Palmer in Concert
Emerson, Lake & Palmer in Concert – album koncertowy zespołu Emerson, Lake and Palmer zarejestrowany 26 sierpnia 1977 roku podczas koncertu zespołu na Stadionie Olimpijskim w Montrealu, a wydany 18 listopada 1979 roku przez wytwórnię Atlantic.

## Historia

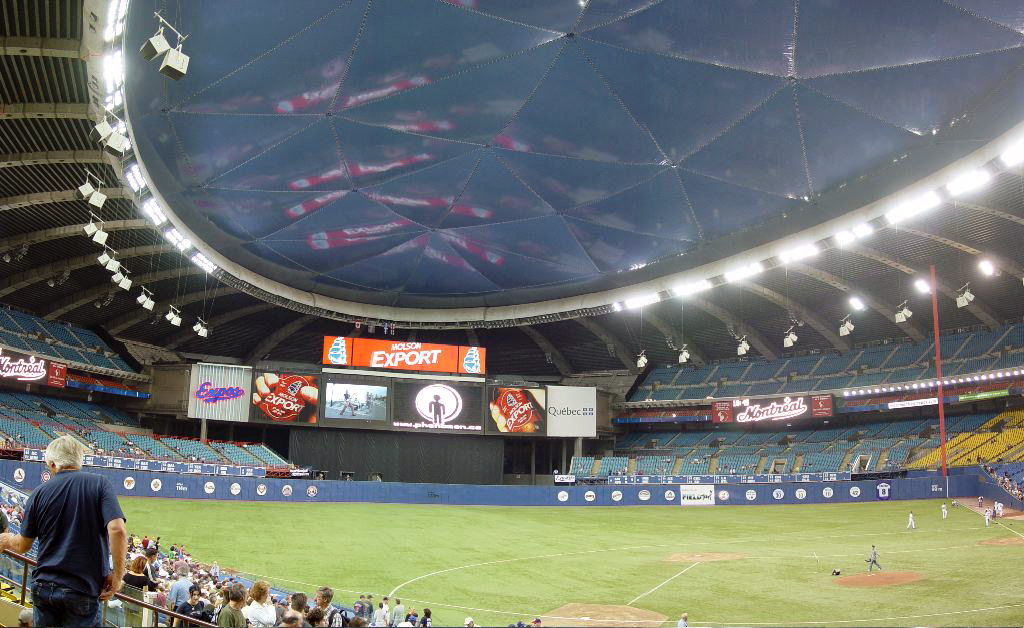
Widok wewnętrzny Stadion Olimpijski w Montrealu z podobnej perspektywy jak na zdjęciu z okładki albumu

W 1977 roku Keith Emerson, Greg Lake i Carl Palmer zorganizowali trasę koncertową aby promować album Works Volume 1. Zaangażowali w tym celu orkiestrę symfoniczną złożoną z około 70 muzyków, którymi dyrygował Godfrey Salmon. Postanowili sfilmować i nagrać koncert na Stadionie Olimpijskim w Montrealu z 26 sierpnia. Problemem okazał się jednak zbyt skąpy budżet całego przedsięwzięcia, braki organizacyjne oraz przestarzały sprzęt. Całe przedsięwzięcie zakończyło się niemal bankructwem. Keith Emerson postanowił jednak opracować i wydać zarejestrowany wówczas materiał muzyczny uzupełniając go utworami z innych miejsc trasy koncertowej. Ostatecznie w 1979 roku opublikowano dokument koncertowy z trasy, zatytułowany Emerson Lake & Palmer in Concert. Album koncertowy zawierał między innymi przeróbkę tematu Henry’ego Manciniego z serialu telewizyjnego Peter Gunn, oraz „Obrazki z wystawy”, wykonane z towarzyszeniem orkiestry symfonicznej pod dyrekcją Godfreya Salmona. Projekt ten został później opracowany na nowo na podstawie tego samego materiału źródłowego i wydany w 1993 roku jako Works Live.

## Lista utworów
Zestaw utworów na wydawnictwie winylowym, wydanym w 1979 roku przez Atlantic Records w Wielkiej Brytanii (K 50652) i Stanach Zjednoczonych (SD 19255):

### Strona 1
| Nr | Tytuł                                                                                        | Autorzy                      | Długość |
| -- | -------------------------------------------------------------------------------------------- | ---------------------------- | ------- |
| 1. | Introductory Fanfare                                                                         | Emerson-Palmer               | 0:51    |
| 2. | Peter Gunn                                                                                   | Henry Mancini                | 3:30    |
| 3. | Tiger in a Spotlight                                                                         | Emerson-Lake-Palmer-Sinfield | 3:59    |
| 4. | C'est la Vie                                                                                 | Lake-Sinfield                | 4:06    |
| 5. | The Enemy God: Dances with the Black Spirits (Excerpt from "The Scytian Suite" 2nd Movement) | by Prokofieff                | 2:39    |
| 6. | Knife-Edge                                                                                   | Janacek                      | 4:47    |

### Strona 2
| Nr | Tytuł                                                   | Autorzy                        | Długość |
| -- | ------------------------------------------------------- | ------------------------------ | ------- |
| 1. | Piano Concerto No. 1, Third Movement: Toccata con fuoco | Emerson                        | 6:26    |
| 2. | Pictures at an Exhibition                               | Mussorgsky-Emerson-Lake-Palmer | 15:29   |

### Skład zespołu
- Keith Emerson
- Greg Lake
- Carl Palmer

### Informacje dodatkowe
- nagrane na Stadionie Olimpijskim w Montrealu
- dyrygent – Godfrey Salmon
- inżynier dźwięku  – Michel Léveillee
- miksowanie – Keith Emerson w Marko Studios w Montrealu